# 218-я моторизованная дивизия
218-я моторизованная дивизия — воинское соединение Вооружённых сил СССР в Великой Отечественной войне.

## История

### Формирование
Дивизия сформирована в марте 1941 года в Одесском особом военном округе (ОВО) в составе 18-го механизированного корпуса на базе 12-й мотострелковой бригады. 12-я мсбр сама начала формироваться только в ноябре 1940 года. На 22 июня 1941 года дивизия дислоцируется в Сарата.

### В действующей армии
Боевой период 218 мд: 22.06.1941-22.08.1944
- 22.06.1941 Боевым приказом № 01 от 22 июня 1941 года командующий 9-й армией ставит 18-му мехкорпусу задачу: 44-ю танковую и 218-ю моторизованную дивизии иметь в прежних районах, в готовности атаковать прорвавшегося противника в северо-западном и юго-западном направлениях, 47-ю танковую дивизию — в районе Аккермана, в готовности отразить авиационный десант противника и удерживать Бугазскую переправу. 218-я моторизованная дивизия начала выдвижение на реку Кагул, позади 25-й стрелковой дивизии, на случай возможного прорыва противника в южной части Бессарабии. 23.06.1941 заняла оборону на готовом рубеже, прикрывая сосредоточение и отмобилизование танковых дивизий корпуса. Однако, противник на этом участке фронта вел вялые действия, сковывающие советские войска, но без реальной угрозы прорыва.
- 30.06.1941 директивой Ставки №00115 18-й мехкорпус приказывалось ночными маршами сосредоточить в районе севернее Кишинева. К этому времени  218-я мд располагалась в районе — Лупга, Трояну-Ноу, Воля-Пержей.
- Однако 01.07.1941 Ставка директивой № 00132 приказывает немедленно приступить к переброске сил 18-го мехкорпуса по железной дороге в район Жмеринки.
- 06.07.1941 Эшелоны погрузились и направились для разгрузки в район Жмеринки, Вапнярки. По выгрузке 218-я моторизованная дивизия расположилась на запасном рубеже Томашполь—Тульчин.
- 07.07.1941 директивой командующего войсками Южного фронта № 0018 18-й механизированный корпус в составе 39-й и 47-й танковых, 218-й моторизованной дивизий выводился но фронтовой резерв в район Крыжополь, Батрацкое, Рудницкое. 10.07.1941 дивизия сосредоточилась в районе Красного, а к исходу дня 11.07.1941 в районе Томашполь.
- На 12.07.1941 дивизия имела 186 танков (их них 93 Т-26), 679 грузовых автомобилей, 62 трактора, 67 мотоциклов. Из артиллерийского вооружения: 38 единиц 45-мм орудий, 26 единиц 76-мм орудий, 8 единиц 107-мм орудий и 4 единицы 122-мм пушки.
- 18.07.1941 учитывая наступление XXXXVIII MK противника в обход занимавших позиции южнее Бердичева частей 16го механизированного корпуса Командованием Юго-Западного фронта было решено выдвинуть навстречу наступающим на юг 11-й и 16-й танковым дивизиям корпуса В. Кемпфа. К исходу 20.07.1941 218-я мд должна сосредоточится в районе Соболевка, Бродок, Орловка
- 19.07.1941 218-я мд передается в состав 18-й армии.
- 20.07.1941 Дивизия прикрывает рубеж Брацлав, Печера, Рогозна.
- 24.07.1941  дивизии приказано прочно удерживать рубеж Ладыжин, Кирнасовка, имея одни мотострелковый полк в районе Ладыжин, Лукашевка, станция Ладыжин. Ведя бой за овладение Ладыжином дивизия была включена в состав 17-го стрелкового корпуса.
- Утром 26.07.1941 противник захватил Гайсин и Ладыжин. 218-я моторизованная дивизия отошла в район Губник, Соболевка. Для восстановления положения к ней выдвинулись два полка 96-й горно-стрелковой дивизии.
- 28.07.1941, потеряв управление, подразделения корпуса отходят в восточном и северо-восточном направлении. 218-я моторизованная дивизия к концу дня находилась в районе Джулинка, Ставки.

Остатки 47-й танковой и 218-й моторизованной дивизий обороняли рубеж Тырловка, Буденовка, северная окраина Гайворон. Подразделения 218-й дивизии совместно с 96-й горно-стрелковой дивизией вели упорные бои за Гайворон, однако к исходу дня противник все же занял город/
- Части 218 мд действуя совместно с частями 2КК отходили к переправам через Днепр и переправлялись через Днепр в районе М. Лепетиха в течение 21-22 августа.
- 22.08.1941 года переформирована в 218-ю стрелковую дивизию.

## Состав
- 658-й мотострелковый полк
- 667-й мотострелковый полк
- 135-й танковый полк
- 663-й артиллерийский полк
- 44-й отдельный истребительно-противотанковый дивизион
- 231-й отдельный зенитно-артиллерийский дивизион
- 288-й отдельная разведывательный батальон
- 388-й легко-инженерный батальон
- 591-й отдельный батальон связи
- 216-й артиллерийский парковый дивизион
- 368-й медико-санитарный батальон
- 687-й автотранспортный батальон
- 164-й ремонтно-восстановительный батальон
- 23-я рота регулирования
- 466-й полевой хлебзавод
- 747-я полевая почтовая станция
- 597-я полевая касса Государственного банка

## Подчинение
| Дата            | Фронт       | Армия      | Корпус                 | Примечания |
| --------------- | ----------- | ---------- | ---------------------- | ---------- |
| 22.06.1941 года | Южный фронт | 9 А        | 18 МК                  | -          |
| 18.07.1941 года | Южный фронт | 18-я армия |                        | -          |
| 12.07.1941 года | Южный фронт | 18-я армия | 17-й стрелковый корпус | -          |

## Командиры
- Командир - Шарагин Алексей Павлович (март 1941 - август 1941), полковник